# Tomáš Císařovský
Tomáš Císařovský (Praga, 2 gennaio 1962) è un pittore ceco.

## Biografia
Dal 1978 al 1982 Císařovský studiò la lavorazione e l'intaglio del legno al SUPŠ di Praga. Dal 1983 al 1988 studiò presso l'Accademia di Belle Arti con i professori Paderlík e Ptáček.
Oggi è uno dei pittori cechi più noti. Dipinge ad olio con colori dalle tonalità forti. Si dedica soprattutto a ritratti e scene figurali, ma negli ultimi anni ha cominciato a dipingere anche paesaggi e a utilizzare, oltre ai colori ad olio, anche i colori ad acquerello.
Císařovský lavora per cicli tematici, ad es. Dal diario del nonno del legionario (1989), Nata, cambialo! (1994), Senza cavalli (1996), Vacanze in Boemia (2006). Egli espone regolarmente le sue opere in gallerie ceche e straniere e i suoi lavori sono rappresentati in collezioni pubbliche e private. Vive e lavora a Praga.
Fin dall'inizio del suo lavoro, egli fu affascinato dal mezzo espressivo della pittura. Ancora oggi è uno degli artisti cechi più famosi. Dal 1984 egli cominciò a presentare le sue opere insieme ai suoi coetanei alle mostre non ufficiali della cosiddetta giovane arte del confronto. Queste mostre si tenevano segretamente per stabilire un confronto tra l'arte repressa e il regime al potere. I dipinti che egli presentava a queste mostre erano stilisticamente vicini all'allora attuale transavanguardia italiana.
Nella fase successiva del suo lavoro, egli iniziò a concepire la pittura come un gioco e a sperimentare con il suo linguaggio visivo. A cavallo degli anni Ottanta e Novanta, egli iniziò a concentrarsi su dipinti a tema storico. Realizzò vari dipinti che ricordavano i momenti positivi della storia ceca e che possono essere analizzati in relazione alla caduta del sistema totalitario avvenuta in quel periodo. Un importante e ampio ciclo di dipinti di questo periodo è chiamato "Dal diario del nonno di un legionario". Císařovský concepì questo ciclo come realizzazione del sogno di suo nonno, che voleva diventare pittore, ma che invece dovette arruolarsi nell'esercito e andare in guerra. Un'abitudine tipica di Císařovský era quella di integrare con dei testi la storia dei suoi dipinti. 
Dagli anni '90 Tomáš Císařovský è uno dei collaboratori della MXM Gallery di Praga. I dipinti di questo periodo sono estratti da giornali e fotografie di famiglia.
Císařovský espose i suoi quadri per la prima volta durante il suo primo anno di liceo. Seguirono poi molte altre mostre tra le quali vale la pena menzionare ad es. "Visto da Due", che egli preparò con la moglie Erika nel 1993; "Nata, cambialo", che dedicò alle sue figlie (1994); e "Senza Cavalli" dove raffigurò i nobili cechi del periodo (1996). Nel 2000, insieme ad altri colleghi, allestì una mostra al GHMP dal titolo "Cosa ne pensi"? Qui le sue figure cercano di raccontare la loro storia personale con semplici gesti, effetto che egli riuscì a ottenere anche grazie all'uso di colori forti. Nel 2008, per la prima volta, egli unì il tema del disegno figurale e quello del paesaggio. Commentò dicendo: "o dipingo le persone e le loro storie in un'astratta atemporalità o nella natura. La combinazione di questi due motivi mi sembrava antiquata fino ad ora, l'ultima parvenza di senso logico ci fu nel 19º secolo, quando le persone vivevano ancora legate alla natura".
Ultimamente, i temi dei dipinti di Tomáš Císařovský sono cambiati. L'autore trasse ispirazione dal periodo successivo alla seconda guerra mondiale, approfondendo il tono espressivo del colore nel dipinto rafforzando ulteriormente il messaggio esistenziale dei suoi lavori. Tuttavia, il fulcro del suo lavoro rimane ancora la pittura figurativa ad olio e solo per rilassarsi si dedica al paesaggio e all'acquerello. Nei suoi quadri egli cerca di rendere leggibile e semplice la forma, ma non il contenuto. Lì, invece, Tomáš Císařovský cerca di portare incertezza e ambiguità. Si dice che una lettura ambigua dia ai dipinti la giusta tensione. Nonostante il suo successo, Tomáš Císařovský è molto modesto e dice del suo lavoro che esso è più prezioso quando tutti coloro che vogliono vi possono trovare una lettura personale.
| Controllo di autorità | VIAF (EN) 71140788 · ISNI (EN) 0000 0000 7871 6130 · Europeana agent/base/48877 · ULAN (EN) 500129015 · LCCN (EN) no2006029121 · GND (DE) 129311812 |